# Frank Willmann (Autor)
Frank Willmann (* 20. September 1963 in Weimar) ist ein deutscher Autor.

## Leben
Willmann reiste 1984 aus der DDR nach West-Berlin aus. 1986 nahm er an der Kunstaktion Der weiße Strich an der Berliner Mauer teil. Von 1990 bis 2002 veröffentlichte er zehn Prosa- und Lyrikbände, teilweise als Gemeinschaftsausgaben. 
Er veröffentlicht Bücher zur Fußball- und Punkkultur, publiziert Anthologien und schreibt für Zeitungen, so die Berliner Zeitung, taz, junge Welt und Zeit. Von 2015 bis 2022 war er Herausgeber der  Bibliothek des deutschen Fußballs. Seit 2023 ist Willmann Herausgeber der Fußballbücher-Reihe Ikonen des Verlags Voland & Quist.
Mit seinem 2023 veröffentlichten Buch Der Pate von Neuruppin, in dem die Ereignisse um die XY-Bande behandelt werden, erreichte Willmann Platz 8 der Spiegel-Bestsellerliste.
Er ist Mitglied der Deutschen Akademie für Fußball-Kultur, war Spieler der deutschen Autorennationalmannschaft und ist Fan des FC Carl Zeiss Jena.
Willmann lebt in Berlin.

## Schriften (Auswahl)
- mit Jörn Luther: über dem kaukasus lag dein blauer – ein hannsheinzewersroman. Krashverlag, Köln 1992 (= Gossenhefte, 30)
- mit Jörn Luther: Und niemals vergessen – Eisern Union! Basisdruckverlag, Berlin 2000
- mit Jörn Luther: BFC Dynamo – Der Meisterclub. Das Neue Berlin, Berlin 2003
- (Hrsg.): Stadionpartisanen. Fans und Hooligans in der DDR. Neues Leben, Berlin 2007
- mit Anne Hahn: Satan, kannst du mir noch mal verzeihen. Otze Ehrlich, Schleimkeim und der ganze Rest. Ventil, Mainz 2008
- mit Anne Hahn: Der weiße Strich. Vorgeschichte und Folgen einer Kunstaktion an der Berliner Mauer. Links, Berlin 2011
- (Hrsg.): Zonenfußball. Von Wismut Aue bis Rotes Banner Trinwillershagen. Neues Leben, Berlin 2011
- (Hrsg.): Stadionpartisanen nachgeladen. Fans und Hooligans in der DDR. nofb-shop.de, Berlin 2013
- Kassiber aus der Gummizelle. Geschichten vom Fußball, Verlag Die Werkstatt, Göttingen 2015
- Fußball in der DDR, Berlin 2018, ISBN 978-3-944068-89-3 (Bibliothek des Deutschen Fußballs, Band 23)
- mit Anne Hahn: Mittendrin. Fußballfans in Deutschland. Bundeszentrale für Politische Bildung, Bonn 2018, ISBN 978-3-8389-7169-8
- (Hrsg.:) Betreten auf eigene Gefahr / Schleimkeim-Songcomics. Ventil, Mainz 2023, ISBN 978-3-95575-200-2
- Der Pate von Neuruppin. Vom Imbisswagen zum Drogenimperium. Klett-Cotta/Tropen, Stuttgart 2023, ISBN 978-3-608-50181-0